# Quận El Dorado, California
Quận El Dorado là một quận trong tiểu bang California, Hoa Kỳ. Quận lỵ đóng tại thành phố Placerville2. Theo Cục điều tra dân số Hoa Kỳ, dân số năm 2000 của quận này là 156.299 người 2.

## Thông tin nhân khẩu
Theo điều tra dân số 2 năm 2000, đã có 156.299 người, 58.939 hộ gia đình, và 43.025 gia đình sống trong quận. Mật độ dân số là 91 người cho mỗi dặm vuông (35/km²). Có 71.278 đơn vị nhà ở với mật độ trung bình là 42 cho mỗi dặm vuông (16/km ²). Cơ cấu chủng tộc của dân cư sinh sống trong quận gồm 89,71% người da trắng, 0,52% da đen hay Mỹ gốc Phi, 1,00% người Mỹ bản xứ, 2,13% người châu Á, 0,13% người đảo Thái Bình Dương, 3,55% từ các chủng tộc khác, và 2,96% từ hai hoặc nhiều chủng tộc. 9,32% dân số là người Hispanic hay Latino thuộc chủng tộc nào. 14,9% là gốc Đức, 13,4% gốc Anh, 10,3% gốc Ireland, Ý và 6,6% 6,6% người Mỹ gốc theo điều tra dân số năm 2000. 90,5% nói tiếng Anh và tiếng Tây Ban Nha được nói bởi 6,5% làm ngôn ngữ đầu tiên của họ.
Có 58.939 hộ, trong đó 34,2% có trẻ em dưới 18 tuổi sống chung với họ, 60,1% là đôi vợ chồng sống với nhau, 8,9% có chủ hộ là nữ không có mặt chồng, và 27,0% là không lập gia đình. 20,1% các hộ gia đình đã được tạo thành từ các cá nhân và 7,3% có người sống một mình 65 tuổi trở lên đã được người. Bình quân mỗi hộ là 2,63 và cỡ gia đình trung bình là 3,04.
Độ tuổi dân cư quận với 26,1% ở độ tuổi dưới 18, 6,8% 18-24, 27,8% 25-44, 26,9% 45-64, và 12,4% 65 tuổi trở lên. Tuổi trung bình là 39 năm. Cứ mỗi 100 nữ có 99,5 nam giới. Cứ mỗi 100 nữ 18 tuổi trở lên, có 97,3 nam giới.
Các điều tra dân số năm 2000 cũng nói rằng thu nhập trung bình cho một hộ gia đình trong quận đã được $ 51.484, và thu nhập trung bình cho một gia đình được $ 60.250. Nam giới có thu nhập trung bình $ 46.373 so với 31.537 $ cho phái nữ. Thu nhập trên đầu cho các quận được $ 25.560. Giới 5,0% gia đình và 7,1% dân số sống dưới mức nghèo khổ, bao gồm 7,6% những người dưới 18 tuổi và 5,0% có độ tuổi từ 65 trở lên.